# جيمي باين (لاعب كرة قدم)
جيمي باين (بالإنجليزية: Jamie Bain)‏ هو لاعب كرة قدم ومدرب كرة قدم بريطاني في مركز الوسط، ولد في 6 أغسطس 1991. لعب مع أردريونيانز.